# Sarısalkım, Baykan
Sarısalkım là một xã thuộc huyện Baykan, tỉnh Siirt, Thổ Nhĩ Kỳ. Dân số thời điểm năm 2008 là 856 người.